# Starship HLS
Starship HLS (Human Landing System) est une variante du deuxième étage du lanceur Starship de la société SpaceX conçue pour assurer le transport de fret et d'astronautes entre l'orbite lunaire et la surface de la Lune. Le vaisseau a été sélectionné début 2021 par la NASA pour prendre en charge cette phase délicate de son programme Artemis. Une fois placé sur une orbite basse, il est ravitaillé en ergols par plusieurs vaisseaux avant de s'injecter sur une orbite lunaire. Là, il embarque l'équipage transporté par le vaisseau Orion puis se pose sur le sol lunaire. À la fin de la mission, il remonte en orbite lunaire. Ses caractéristiques détaillées ne sont pas connues avec précision fin 2021. Il pourrait transporter une charge utile d'environ 100 tonnes à la surface de la Lune en permettant à son équipage d'y séjourner 100 journées en effectuant plusieurs sorties extravéhiculaires. La mission Artemis III, qui est prévue en 2026, doit constituer le vol inaugural avec équipage.

## Historique

### Contexte: le programme Artemis
En avril 2017, la NASA décide de développer une station spatiale placée en orbite lunaire (Lunar Orbital Platform-Gateway) qui doit à la fois entrainer des hommes et tester des équipements pour des missions de longue durée dans l'espace interplanétaire et servir de point d'appui pour l'envoi d'équipages à la surface de la Lune et ainsi contribuer à la préparation de futures missions à destination de Mars. En avril 2019, le président américain Donald Trump décide d'accélérer ce programme au planning relativement détendu en demandant à l'agence spatiale américaine, la NASA, de faire en sorte que des astronautes puissent réaliser leur première mission à la surface de la Lune en 2024.
Pour répondre à la demande du président américain, la NASA met sur pied le programme Artemis. Celui-ci comprend le développement de plusieurs engins spatiaux : la station spatiale lunaire Lunar Orbital Platform-Gateway, le lanceur lourd Space Launch System (SLS), le vaisseau spatial Orion, dont la réalisation a débuté dans les années 2010, des missions robotiques, chargées de réaliser des reconnaissances et des études scientifiques complémentaires et enfin un vaisseau lunaire entièrement nouveau, le HLS (Human Landing System), chargé de transporter les hommes à la surface de la Lune, servir de base une fois au sol puis de ramener l'équipage en orbite lunaire.

### Vaisseau lunaire: le cahier des charges de la NASA
Le vaisseau lunaire HLS (Human Landing System) doit déposer deux astronautes sur le sol lunaire. À la surface, il sert d'habitat durant la mission d'une durée initiale d'environ une semaine puis il ramène l'équipage à la station spatiale. Pour remplir ces objectifs, la NASA préconise une architecture comprenant trois modules qui permet de limiter la masse de chaque module à moins de 15 tonnes, ce qui la rend compatible avec le positionnement autour de la Lune par des véhicules commerciaux (la version à deux modules similaire au module Apollo aurait une masse de 9 à 12 t (module de remontée) + 32-38 t. (module de descente)), : 
- un module propulsif qui est uniquement chargé d'abaisser l'orbite des deux autres modules. D'une masse de 12 à 15 tonnes, il permet une modification de la vitesse de 850 m/s. Il est éventuellement réutilisable dans le cas des missions « durables » ;
- un module de descente qui, après largage du module propulsif, est chargé d'annuler la vitesse horizontale et de déposer le module habitable (module de remontée) sur le sol lunaire. D'une masse de 15 à 16 tonnes, il permet une modification de la vitesse de 2 000 m/s. Il pourrait être également utilisé dans une autre configuration pour déposer du fret sur le sol lunaire ;
- un module de remontée/module habitable qui sert d'habitat à l'équipage de quatre astronautes (c'est le seul module pressurisé de l'ensemble) et qui dispose d'une propulsion lui permettant de remonter en orbite. D'une masse de 9 à 12 tonnes, il permet une modification de la vitesse de 2 850 m/s. Après la remontée du sol lunaire, il peut être réutilisé après avoir été ravitaillé en consommables.

La NASA a défini un cahier des charges précisant les principales caractéristiques du vaisseau HLS. Pour permettre le respect d'un calendrier serré, la NASA est moins exigeante pour les premiers vols. Pour ceux-ci, l'agence spatiale demande un vaisseau non réutilisable capable de transporter deux astronautes pour des missions dont la durée de séjour sur la Lune n'excède pas une journée lunaire (14 jours). La version qui devra pouvoir être utilisée à partir de 2026 pourra transporter trois à quatre astronautes et pouvoir survivre à une nuit lunaire[réf. incomplète].
| Caractéristique                              | Exigences pour la mission de 2024 | Exigences pour les missions postérieures à 2026 |
| -------------------------------------------- | --- | --- |
| Équipage                                     | 2 personnes | 3 à 4 personnes |
| Capacité de manœuvre                         | Permet d'effectuer un aller-retour entre l'orbite lunaire et un site situé entre les latitudes 84 et 90° sud Capacité à interrompre la mission Atterrissage automatique à la surface de la Lune Rendez-vous et amarrage automatique à la station spatiale et au vaisseau Orion | Permet d'effectuer un aller-retour entre l'orbite lunaire et un site situé entre les latitudes 84 et 90° sud Capacité à interrompre la mission Atterrissage automatique à la surface de la Lune Rendez-vous et amarrage automatique à la station spatiale et au vaisseau Orion |
| Fiabilité                                    | 97,5 % avec au minimum deux sorties extravéhiculaires (non réutilisable) | 98 % par mission, 87 % sur une période de 10 ans (>= 5 missions) |
| Précision à l'atterrissage                   | 100 m | 100 m |
| Site d'atterrissage                          | Éclairé en permanence | > 50 heures de nuit continue (objectif 191 heures) |
| Durée du séjour                              | Dans le module : huit jours terrestres À la surface de la Lune : 6,5 jours | |
| Sorties extravéhiculaires                    | durée > 4 h. Nombre > 2 | durée > 8 h. Nombre = 5 |
| Charge utile déposée à la surface de la Lune | > 865 kg dont Combinaison xEMU 373 kg Nourriture 59 kg Équipage 175 kg | > 1 595 kg |
| Autre charge utile à l'atterrissage          | Au minimum 80 kg d'instrumentation dont 10-20 kg pour les caméras et instruments dans l'habitacle | voir supra |
| Charge utile au décollage                    | > 525 kg dont Combinaison xEMU 167 kg Nourriture 18 kg Équipage 175 kg | > 1 070 kg |
| Autre charge utile au décollage              | au minimum 15 kg (cible 100 kg) | voir supra |

### Sélection du Starship HLS
Pour respecter les échéances serrées qui lui ont été imposées, la NASA décide de sous-traiter entièrement la conception et le développement du vaisseau lunaire en fournissant uniquement un cahier des charges répertoriant les besoins à satisfaire. Mi-mai 2019, les propositions de onze industriels sont pré-sélectionnées pour développer un module lunaire ou une partie de module lunaire : Aerojet Rocketdyne, Blue Origin, Boeing, Dynetics, Lockheed Martin, Masten, Maxar (qui fournit le module de propulsion de la Gateway), Northrop Grumman, OrbitBeyond (en), Sierra Nevada et SpaceX. Blue Origin, avec son Blue Moon, et Lockheed Martin, avec un atterrisseur dérivé du vaisseau Orion font figure de favoris.
Le processus de sélection est effectué en deux temps. Le 30 avril 2020, l'administrateur de la NASA Jim Bridenstine annonce que trois candidats ont été retenus pour détailler leur offre : Blue Origin qui reçoit 579 millions US$ pour détailler son offre, Dynetics qui reçoit 253 millions US$ et SpaceX qui reçoit 135 millions US$. Le finaliste doit être annoncé en février 2021. Les trois engins pré-sélectionnés fin avril sont,, : 
- La proposition de Blue Origin est la plus classique. Elle s'inspire du module lunaire Blue Moon et reprend l'architecture à deux étages du module lunaire Apollo. Les deux étages sont propulsés par un moteur BE-7 du constructeur. Un troisième module de transfert est chargé d'abaisser l'orbite du vaisseau lunaire de l'orbite NRHO (sur laquelle se trouve la station spatiale lunaire et le vaisseau Orion) vers l'orbite lunaire basse. Cette version du HLS doit être placée en orbite par le lanceur lourd New Glenn de Blue Origin ou à défaut par le lanceur Vulcan.
- Dynetics propose un engin comprenant deux modules dont le module de transfert et le module lunaire proprement dit combinant le rôle de l'étage de descente et de l'étage de remontée. Le DHLS comporte deux réservoirs largables, ce qui simplifie la conception. Les réservoirs sont placés de part et d'autre de la cabine pressurisée, ce qui permet de réduire la hauteur au-dessus du sol. Les sociétés Sierra Nevada et Thales Alenia Space participent en tant que sous-traitants.
- SpaceX propose un vaisseau lunaire mono-module (pas d'étage de descente et de remontée séparés) dérivée de son vaisseau Starship. Celui-ci doit être placé sur une orbite terrestre par un étage Starship Super Heavy sur une orbite basse puis ravitaillé sur cette orbite par plusieurs vaisseaux Starship avant de gagner sans équipage la Lunar Gateway en orbite lunaire, où le vaisseau récupère l'équipage. Le vaisseau Starship lunaire se pose sur la Lune puis redécolle également par ses propres moyens. Le vaisseau se distingue des deux autres par le fait qu'il remplit immédiatement les exigences de réutilisabilité prévue par la NASA dans le cadre de la deuxième phase du programme Artemis. Mais cela s'accompagne d'une grande complexité[8].

Le 16 avril 2021, la NASA sélectionne la proposition de SpaceX pour le développement et le lancement des deux premières missions. L'évaluation de la NASA a porté sur trois critères : dans l'ordre d'importance décroissante, les aspects techniques (conception, développement, risques, tests, opérations de lancement et déroulement de la mission...), le coût et la gestion du projet (organisation, gestion du planning, risques...). Sur le plan technique, les solutions de SpaceX et Blue Origin sont considérées comme acceptables (niveau moyen 3/5 dans l'échelle de la NASA qui comporte cinq niveaux) tandis que celle de Dynetics est considérée comme peu pertinente (2/5). Le coût de la proposition de SpaceX (2,89 milliards US$) est beaucoup moins élevée que celui de ses concurrents (deux fois moins que celle de Blue Origin et quatre fois moins que celle de Dynetics. En matière de gestion de projet, la proposition de SpaceX est évaluée comme remarquable (5/5) alors que celle de ses deux concurrents est considérée comme très bonne (4/5). Il était initialement envisagé de sélectionner une deuxième proposition à ce stade du développement mais la proposition de Blue Origin, évaluée comme recevable sur le plan technique et de la gestion de projet, n'a pas été retenue compte tenu de son coût et du budget limité dont dispose la NASA pour ce volet du programme Artemis,,.

#### Contestation de la sélection de SpaceX par Blue Origin
À la suite de la sélection de la proposition de SpaceX, Blue Origin émet une protestation officielle contre la décision de la NASA. Les arguments avancés par Jeff Bezos, le patron de Blue Origin, sont que contrairement à ce qui était indiqué dans l'appel d'offres, la NASA n'a retenu qu'un seul constructeur au lieu de deux. Par ailleurs, il conteste la pertinence du choix technique de la proposition de SpaceX. Il souligne que le lancement du HLS de SpaceX vers la Lune nécessite le lancement à une cadence très élevée (tous les 12 jours) de 16 cargos transportant des ergols cryogéniques, puis le transfert de ces ergols dans le vaisseau HLS, une opération jamais testée et qui ne sera testée pour la première fois qu'en 2023. Il souligne la complexité de la mise au point du lanceur géant de SpaceX avec ses 32 moteurs-fusées propulsant le premier étage et sa masse de 1000 à 2000 tonnes supérieures à celle de la fusée Saturn V. Il met également en avant le fait que le vaisseau qui atterrira sur la Lune n'est qu'un deuxième étage de lanceur adapté qui imposera aux astronautes de descendre d'une hauteur de 38 mètres sur le sol lunaire. Jeff Bezos propose en juillet de réduire de deux milliards US$, soit de un tiers, le coût de sa proposition. Blue Origin est débouté successivement par le GAO (la cour des comptes américaine) le 30 août puis par le tribunal fédéral (4 novembre) devant lequel il a porté l'affaire après ce premier échec. Son action bloque les travaux de SpaceX jusqu'à la décision du GAO,,.

#### Un deuxième fournisseur pour le vaisseau lunaire
La NASA décide en mars 2022 de revenir sur sa décision de ne sélectionner  qu'un seul fournisseur pour le vaisseau lunaire. L'agence spatiale américaine prévoit de lancer un appel d'offres au cours de l'année qui doit permettre de choisir un deuxième constructeur. Ce vaisseau lunaire sera utilisé pour la mission Artemis V dont la date de lancement est programmé en août 2028,.

#### Un deuxième vol du Starship HLS financé (novembre 2022)
En novembre 2022, la NASA annonce qu'elle a sélectionné le Starship HLS de SpaceX pour la deuxième mission qui doit se poser à la surface de la Lune (Artemis IV). Cette version du vaisseau HLS devra satisfaire aux exigences de l'option B du cahier des charges contrairement au vaisseau HLS utilisé par Artemis III qui ne doit satisfaire qu'à l'option A. Les caractéristiques supplémentaires attendues sont la capacité à s'amarrer à la station Lunar Gateway, emport de quatre astronautes au lieu de trois, charge utile déposée à la surface de la Lune accrue. Pour ce nouveau développement, la NASA versera 1,15 milliard US qui viendront s'ajouter aux 2,9 milliards US$ du contrat initial du HLS.

## Développement

### Le premier débarquement sur la Lune Artemis III repoussé? (fin 2023)
Fin novembre 2023, la Cour des Comptes américaine (GAO) produit un rapport sur l'avancement du programme Artemis qui souligne le retard pris par deux des composants majeurs : le vaisseau lunaire Starship HLS de SpaceX et la combinaison spatiale développée par la société Axiom. Sur la base des métriques fournies par des projets spatiaux antérieurs, le rapport estime que le lancement d'Artemis III - première mission du programme devant déposer des hommes sur la Lune - qui est programmé en 2025, ne pourra pas avoir lieu avant 2027. Le rapport, qui ne prend pas en compte le relatif succès du deuxième vol du Starship de novembre, base son estimation sur les faits suivants : 
- 8 des 13 étapes clés du développement du Starship HLS sont en retard d'au moins 6 mois et jusqu'à 13 mois.
- Le premier vol du Starship qui a lieu en avril 2023 avec 7 mois de retard par rapport au planning a été un échec.
- 2 de ces étapes sont désormais programmées pour 2025 alors qu'il s'agit de l'année de lancement d'Artemis III
- Le lancement des vaisseaux ravitailleurs, la conservation des ergols dans un dépôt spatial et l'opération de ravitaillement elle-même sont des aspects critiques du programme sur lesquels SpaceX a fait peu de progrès.
- La version du moteur Raptor (V3 ?) qui aura la capacité nécessaire à la réalisation la mission lunaire est encore en phase de développement.

## Caractéristiques techniques
Début 2025, les caractéristiques précises et officielles du Starship HLS restent encore largement inconnues et celles qui sont diffusées sont en grande partie officieuses et susceptibles de changer au cours du développement du vaisseau spatial. Celui-ci est haut de 50 mètres pour un diamètre de 9 mètres. Il est  capable d'amener sur le sol lunaire une charge utile de 100 tonnes et de ramener une masse identique en orbite lunaire. Le HLS se pose sur un train d'atterrissage qui est déployé dans l'espace. Les réservoirs d'ergols ainsi que les moteurs principaux sont situés dans la partie inférieure tandis que la zone pressurisée où se tient l'équipage est située dans la partie supérieure. Le volume pressurisé est sans doute énorme (604 m³ selon certaines spéculations) et les astronautes disposeront d'une dizaine d'hublot. Cinq panneaux solaires déployables sont fixés sous la zone habitable. Deux sas (volume unitaire de 19,4 m³) donnent accès à un ascenseur extérieur qui permet aux astronautes de descendre à la surface de la Lune. Un port d'amarrage androgyne situé à l'extrémité supérieure du vaisseau et recouvert par une coupole amovible permet à l'équipage de rejoindre le vaisseau Orion qui fera la navette aller et retour entre la Terre et la Lune.
La propulsion principale est constituée par des moteurs Raptor optimisés pour fonctionner dans le vide qui sont montés à l'extrémité inférieure de l'étage. Ils sont utilisés pour le transit entre la Terre et la Lune, l'injection en orbite lunaire, la descente vers le sol lunaire et la remontée en orbite. Pour la descente vers la surface seuls deux de ces moteurs sont utilisés. Arrivés à faible distance du sol, ces moteurs sont éteints et des  moteurs de poussée moindre placés entre la partie habitable de l'étage et ses réservoirs prennent le relais. L'objectif est de limiter les jets de poussière et de roches soulevés par le souffle des moteurs qui pourraient endommager le vaisseau spatial et réduire la visibilité rendant inopérant le système de navigation qui est chargé de poser l'étage sur un site convenable. Ces moteurs-fusée de faible poussée sont au nombre de 18 regroupés par grappe de trois (une tuyère pointant vers le bas et deux tuyères légèrement orientées sur le coté) et répartis sur le pourtour de l'étage. Étant donné que le Starship HLS ne revient pas sur Terre comme les autres versions du vaisseau spatial Starship, il est dépourvu de  bouclier thermique et d'ailerons utilisés sur les autres versions du Starship pour la rentrée dans l'atmosphère terrestre.

## Déroulement d'une mission type

Les principales phases de la mission Artemis 3 telles qu'elles résultent de la sélection du vaisseau de SpaceX qui nécessite de multiples lancements pour ravitailler en orbite les réservoirs d'ergols de l'atterrisseur lunaire.

Les principales étapes d'une mission sont les suivantes :
- Un Starship destiné à servir de réservoir orbital est placé en orbite par une fusée par le premier étage réutilisable de la fusée Starship (Starship Heavy).
- Un nombre non figé début 2025 (une dizaine ?) de Starship Tanker sont placés en orbite par un étage Starship Heavy et viennent ravitailler le réservoir orbital. Ces lancements doivent être effectués dans une courte séquence temporelle pour limiter l'évaporation des ergols du réservoir qui ne peuvent être stockés qu'à l'état liquide (donc à très basse température) et ont tendance à s'évaporer avec le temps du fait de l'exposition au Soleil.
- le vaisseau lunaire Starship HLS est placé sur une orbite terrestre basse par le premier étage réutilisable de la fusée Starship (Starship Heavy). Il fait le plein d'ergols en s'amarrant au réservoir en orbite. Des programmes de diagnostic sont lancés à distance ;
- si le diagnostic est positif, le lanceur SLS Bloc 1 décolle en emportant le vaisseau Orion avec son équipage de quatre astronautes ;
- le vaisseau lunaire HLS et le vaisseau Orion entament chacun de leur côté leur transit vers la Lune et s'insèrent en orbite lunaire.
- le vaisseau Orion réalise une manœuvre de rendez-vous avec le vaisseau lunaire Starship HLS auquel il s'amarre ;
- deux des astronautes   embarquent à bord du vaisseau lunaire HLS et entament la descente vers le sol lunaire ;
- la descente se décompose en cinq phases : le transfert de l'orbite NRHO à une orbite basse circulaire de 100 km (durée 12 heures), l'abaissement du périlune, la phase de freinage consistant à annuler pratiquement la vitesse horizontale, la phase d'approche permettant de positionner le vaisseau au-dessus du site d'atterrissage et la descente verticale finale une fois le vaisseau au-dessus de la zone d'atterrissage.
- le vaisseau lunaire se pose verticalement sur un site du pôle sud qui reste à définir en janvier 2025. Il génère de manière continue de l'énergie avec ses panneaux solaires. Les astronautes pourraient disposer d'un astromobile non pressurisé analogue à celui du programme Apollo. Le séjour à la surface de la Lune doit durer six jours et demi soit trois jours de plus que la dernière mission Apollo. Au moins deux sorties extra-véhiculaires d'une durée minimale de quatre heures sont réalisées. Le cahier des charges de l'atterrisseur limite à 26 kg la quantité de roches lunaires que pourront ramener les astronautes[19] ;
- à la fin de son séjour l'équipage redécolle de la surface ;
- une fois sur une orbite lunaire basse, le vaisseau lunaire est manœuvré de manière à réussir un rendez-vous spatial avec le vaisseau Orion ;
- son équipage réintègre alors le vaisseau Orion qui est resté amarré à la station spatiale durant leur séjour sur la Lune et retrouve les deux coéquipiers restés en orbite ;
- le vaisseau Orion quitte la station spatiale avec à son bord l'équipage complet, le résultat de la collecte des échantillons lunaires et certaines expériences scientifiques ;
- de retour sur Terre, il amerrit dans l'océan et est recueilli avec son équipage par des navires pré-positionnés.